# Beiro (Orense)
Beiro (llamada oficialmente Santa Baia de Beiro) es una parroquia y una aldea del municipio español de Orense, en la provincia de Orense, Galicia.

## Toponimia
La parroquia también es conocida por el nombre de Santa Eulalia de Beiro.

## Organización territorial
La parroquia está formada por nueve entidades de población:
- Beiro
- Caveanca-Turei que abarca los lugares de:
  - Cabeanca (A Caveanca)
  - Turey (Turei)
- Chantada
- La Iglesia (A Eirexa)
- Madrosende
- Regoalde
- Sas

## Demografía

### Parroquia
| Gráfica de evolución demográfica de Beiro (parroquia) entre 2000 y 2023 |
|                                                                         |
| Datos según el nomenclátor publicado por el INE.                        |

### Aldea
| Gráfica de evolución demográfica de Beiro (aldea) entre 2000 y 2023 |
|                                                                     |
| Datos según el nomenclátor publicado por el INE.                    |